# NGC 5549
NGC 5549 é uma galáxia lenticular (S0) localizada na direcção da constelação de Virgo. Possui uma declinação de +07° 22' 37" e uma ascensão recta de 14 horas, 18 minutos e 38,7 segundos.
A galáxia NGC 5549 foi descoberta em 4 de Setembro de 1786 por William Herschel.